# نهر إنز
هو أحد روافد نهر الدانوب من الجنوب، يمتد نهر إنز لمسافة 254 كليومترا (158 ميل), ويشق طريقة في النمسا على شكل «عكاز» أو الحرف اللاتيني "J", ينبع النهر من قرب مدينة «فلاخاو» في وسط النمسا ويسير شرقا مجتازا مدينتي «رادشتاد» و «شلادمينش» ثم «ليتزين» ثم يتوجه شمالاً ويمر بالقرب من مدينة «هيفلاو» ليمر بعدها من قرية «واير» و «تيرنبيرغ» في مدينة اشتاير في النمسا العليا ويكمل بعدها شمالا ليصب في نهر الدانوب بجانب قرية تسمى على اسم هذا الفرع «إنز»